# Nishan Sahib
Pour les articles homonymes, voir Sahib.

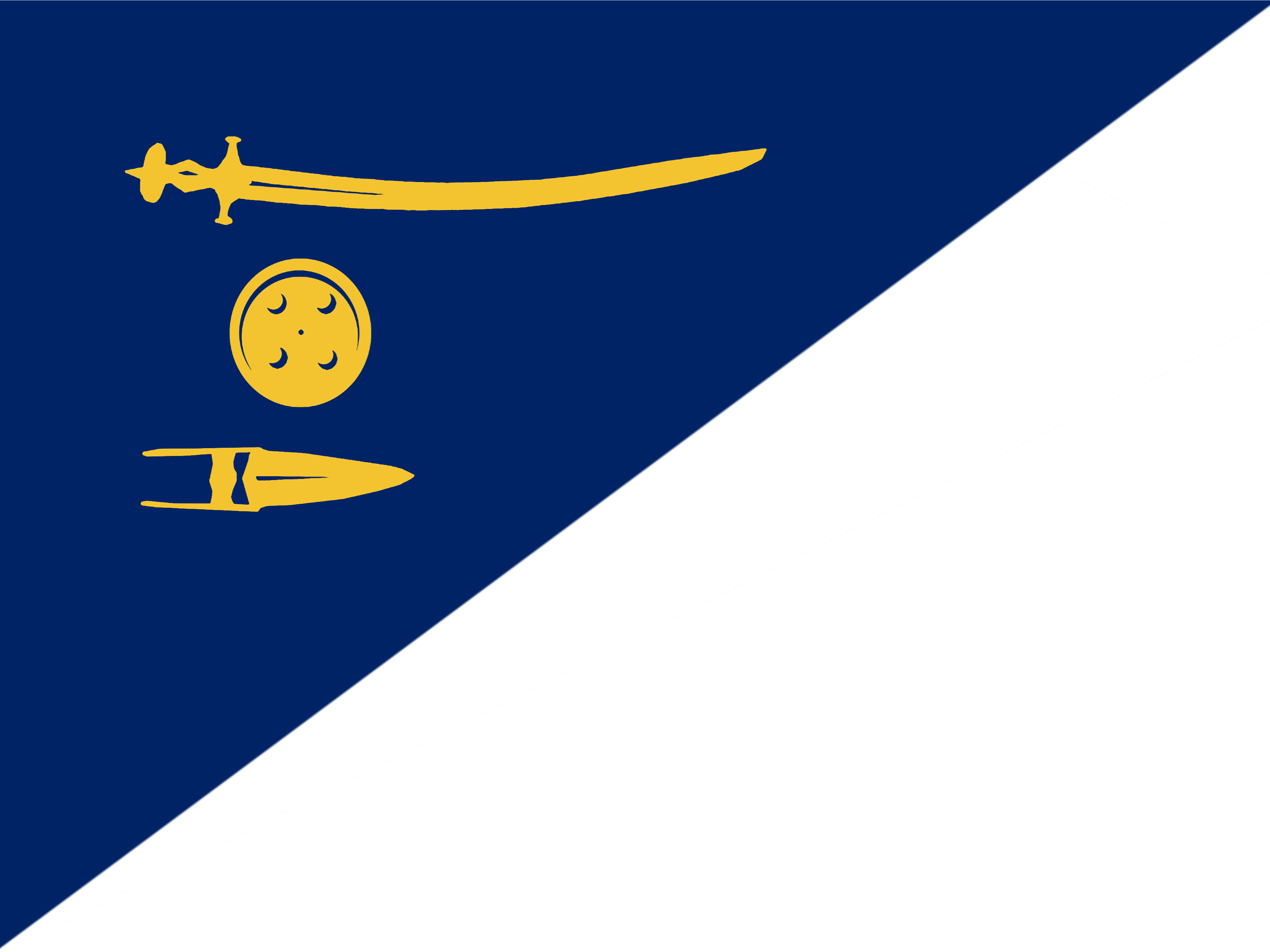
Le Nishan Sahib : le drapeau du sikhisme.

Nishan Sahib ou nisan sahib est le nom du drapeau sikh qui est placé au-dessus des gurdwaras, les temples sikhs, et les autres lieux religieux importants dans le sikhisme. Nishan vient du perse et veut dire drapeau, sahib vient de l'arabe et se traduit par « maître », « seigneur » ; c'est un titre honorifique souvent utilisé dans le sikhisme comme dans le nom du Livre saint : le Guru Granth Sahib. 
Le nom de Jhanda Sahib est aussi utilisé pour désigner le drapeau sikh. Il est normalement présent lors des défilés religieux où le Guru Granth Sahib est porté en signe de procession.

## Description

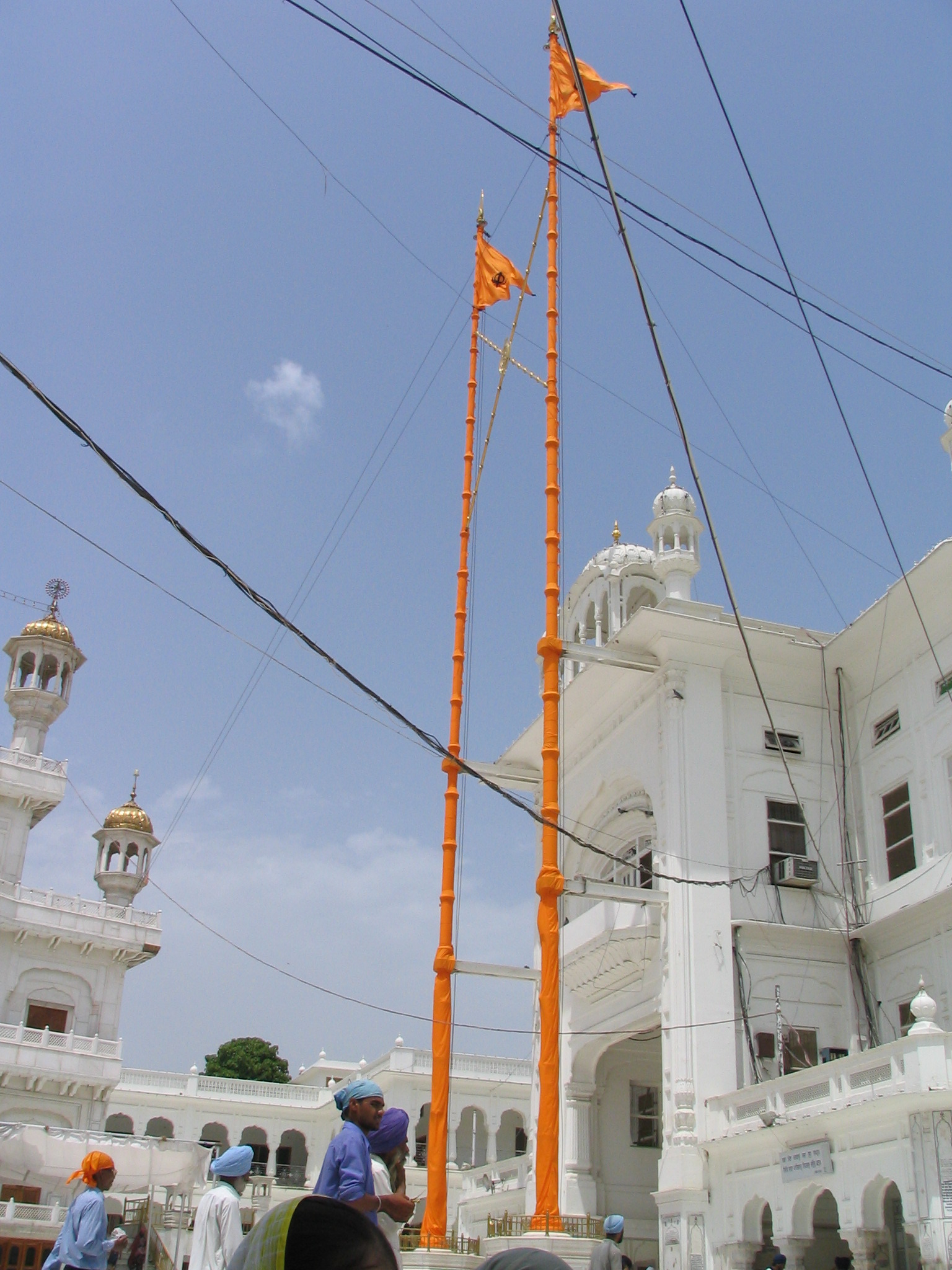
Nishan Sahib devant le Temple d'Or à Amritsar, au Penjab.

Le drapeau sikh est triangulaire, souvent orange, safran, quelquefois bleu avec le symbole du sikhisme : le Khanda. L'épée à double tranchant qui est au centre du drapeau se dénomme aussi khanda. Un disque dénommé chakra représente le centre, il est le symbole de l'unité ; deux poignards, des kirpans, l'entourent. Le kirpan fait partie de la tenue traditionnelle du sikh et s'inscrit dans la règle des Cinq K.
Le Nishan Sahib, le plus élevé au monde est situé en Inde dans le Darbar Sri Guru Granth Sahib Ji au Punjab.